# هالز کراسینگ (یوتا)
هالز کراسینگ (به انگلیسی: Halls Crossing) یک منطقهٔ مسکونی در ایالات متحده آمریکا است که در شهرستان سن‌خوآن، یوتا واقع شده‌است. هالز کراسینگ ۴۵٫۳ کیلومتر مربع مساحت و ۶ نفر جمعیت دارد و ۱٬۱۷۱ متر بالاتر از سطح دریا واقع شده‌است.